# Szilard Vereș
Szilard Vereș (sinh ngày 27 tháng 1 năm 1996) là một cầu thủ bóng đá người România thi đấu cho Național Sebiș theo dạng cho mượn từ CFR Cluj ở vị trí tiền vệ.